# António José Guião
António José de Abreu Tio Guião (Lisboa – Roma, Outubro de 1836) foi um padre católico, jurista, procurador régio que exerceu as funções de chefe do governo português como Ministro Assistente ao Despacho ou Ministro do Reino (4 de agosto de 1833 - 26 de maio de 1834), o equivalente a primeiro-ministro, durante a última fase da governação de D. Miguel I de Portugal.
Foi membro de três juntas régias (de 18 de Junho de 1823, 5 de Junho de 1824 e 13 de Março de 1828), esteve presente na reunião alargada do Conselho de Estado de 2 de Maio de 1828, decisivo para a tomada de decisão de reunião de cortes tradicionais. Desempenhou as funções de Chanceler das Ordens (1828), sendo ainda Regedor das Justiças da Casa da Suplicação em 1831 e Ministro do Reino e da Fazenda entre 1833 e 1834.

## Biografia
Desde cedo, em 1802, foi juiz desembargador dos Agravos da Casa da Suplicação.
Por carta de 5 de Abril de 1814, do rei D. João VI de Portugal, o Dr. António José Guião, teve a mercê de conselheiro da Fazenda, gozando de todas as honras e privilégios que lhe competiam e continuando no exercício de desembargador dos Agravos e da Casa da Suplicação.
Em 1817, foi juiz suplente ou “auxiliar no processo de Gomes Freire de Andrade”.
Membro da junta criada em 18 de Junho de 1823 para a reforma da lei fundamental.
Membro da Junta de 13 de Julho de 1826 que organiza as instruções para a eleição de deputados.
Membro da Junta que prepara as Cortes de 1828.
Ministro e secretário de Estado dos Negócios do Reino  e da marinha de D. Miguel, desde 22 de Setembro de 1833. Terá também a responsabilidade do Ministério da Fazenda em 23 de Dezembro do mesmo ano,
Depois da Convenção de Évora-Monte acompanhou D. Miguel a caminho do exílio, embarcando com ele, pelo porto de Sines, na fragata inglesa HMS Stag.
No estrangeiro, sempre se manterá do lado miguelista, assumindo o seu papel de ministro principal na clandestinidade, sendo substituído pelo frei Fortunato de São Boaventura no ano da sua morte. 